# Захисники (телесеріал, 1961)
«Захисники» (англ. The Defenders) — американський юридичний телесеріал, який транслювався на CBS з 1961 по 1965 рік. Дія серіалу розгорталося в залі суду, а центральними персонажами були батько і син, адвокати, які працюють в парі. Головні ролі в серіалі виконали Е. Г. Маршалл і Роберт Рід, а творцем серіалу був Реджинальд Роуз. Серіал спочатку був створений як епізод антології Studio One в 1957 році.
Будучи однією з перших юридичних драм із ліберальним ухилом, серіал через роки відзначається як один із найбільш соціально значущих серіалів в історії телебачення[джерело?]. Під час прем'єрної трансляції серіал розглядав проблеми неонацизму, відмови від військової служби, цивільних прав темношкірих, права евтаназії тощо. Будучи високо оціненим критиками, серіал піддавався цензурі через спірні теми. Так, у 1962 році регулярні рекламодавці відмовилися спонсорувати епізод, де юристи захищали лікаря, який проводив аборти.
Серіал транслювався протягом чотирьох сезонів на CBS, отримуючи не тільки похвалу від критиків, але і знаходячи рейтинговий успіх, будучи натхненням для інших нестандартних шоу в наступні роки. Серіал виграв три послідовні премії «Еммі» за найкращий драматичний серіал. У цілому серіал отримав чотирнадцять «Еммі», включаючи перемоги за сценарії, режисуру і акторську гру. У 1963 році серіал також отримав премію «Золотий глобус». У 2002 році серіал зайняв 31-ше місце у списку 50-ти найвеличніших телешоу всіх часів, за версією видання TV Guide.

## Список епізодів
| Сезон | Епізоди | Прем'єрний показ | Прем'єрний показ |
| Сезон | Епізоди | Початок          | Завершення       |
| ----- | ------- | ---------------- | ---------------- |
| 1     | 32      | 16 вересня 1961  | 26 травня 1962   |
| 2     | 34      | 15 вересня 1962  | 25 травня 1963   |
| 3     | 36      | 28 вересня 1963  | 27 червня 1964   |
| 4     | 30      | 24 вересня 1964  | 13 травня 1965   |

## Основний акторський склад
- Е. Г. Маршалл — Лоренс Престон
- Роберт Рід — Кеннет Престон
- Поллі Роулз — Гелен Дональдсон (1961—1962)
- Джоан Гекетт — Джоан Міллер (1961—1962)